# Enzo Ferrari
Enzo Anselmo Ferrari (ur. 18 lutego 1898 w Modenie, zm. 14 sierpnia 1988 tamże) – włoski kierowca wyścigowy oraz założyciel wytwórni samochodów wyścigowych i sportowych Ferrari.

## Życiorys
Po wczesnej śmierci ojca w 1916 pracował w różnych warsztatach samochodowych i uczył się, uzyskując dyplom ukończenia technikum. 
Od 1919 był kierowcą testowym i wyścigowym w CMN (Costruzioni Meccaniche Nazionali), a następnie w zespole wyścigowym Alfa Romeo, aż do 1931. Brał udział w 47 wyścigach, z czego w 13. zajął pierwsze miejsce. W 1929 Ferrari założył własny zespół wyścigowy Scuderia Ferrari, jednak jego kierowcy nadal jeździli wozami Alfa Romeo.
W 1932 urodził mu się syn Alfredo, znany jako Dino, który w 1956 zmarł na dystrofię mięśniową. Drugi, nieślubny syn Piero urodził się w 1945.
Pierwszy samochód wyścigowy skonstruował w 1947.
Enzo Ferrari kierował firmą do śmierci w 1988 roku. W 1994 został pośmiertnie wprowadzony do International Motorsports Hall of Fame.